# Harbertonford
Harbertonford – wieś w Anglii, w Devon, w dystrykcie South Hams, w civil parish Harberton. Leży 30,6 km od miasta Plymouth, 38,9 km od miasta Exeter i 283,4 km od Londynu. W latach 1870–1872 osada liczyła 533 mieszkańców.